# Napomyza munroi
Napomyza munroi är en tvåvingeart som beskrevs av Spencer 1960. Napomyza munroi ingår i släktet Napomyza och familjen minerarflugor. Inga underarter finns listade i Catalogue of Life.